# José Antonio Rueda
José Antonio Rueda Ruiz (Siviglia, 29 ottobre 2005) è un pilota motociclistico spagnolo, vincitore della MotoGP Rookies Cup nel 2022.

## Carriera

### Gli inizi
Nel 2021 Rueda esordisce nel Campionato del Mondo FIM JuniorGP correndo per la Honda. Nella sua prima stagione ottiene due podi e chiude ottavo in classifica. Per il Gran Premio della Comunità Valenciana viene chiamato dal team Indonesian Racing Gresini per correre in Moto3. Il pilota spagnolo nel suo esordio nel motomondiale è costretto al ritiro. 
L'anno seguente rimane nella serie passando al team Estrella Galicia 0,0. La sua seconda stagione si dimostra molto positiva, ottiene cinque vittorie e vince il campionato. Lo stesso anno partecipa alla MotoGP Rookies Cup, Rueda ottiene tre vittorie e si laurea campione davanti a Collin Veijer. Inoltre torna nel motomondiale, correndo nel Gran Premio di Francia per il team Rivacold Snipers, dove alla guida della Honda NSF250R arriva ventunesimo.

### Moto3
Per la stagione 2023 Rueda viene ingaggiato dal team Red Bull KTM Ajo per la sua prima stagione completa in Moto3. Si dimostra subito veloce dai test sul circuito di Portimão e nella prima gara stagionale a Portimão ottiene i primi punti nel Motomondiale arrivando quarto. Conquista il primo podio in occasione del Gran Premio di Catalogna e, con centoventuno punti, si classifica al nono posto.
L'anno seguente rimane con il team per la sua seconda stagione completa in Moto3. In Portogallo ottiene la Pole e in gara ottiene il suo secondo podio in Moto 3 arrivando secondo dietro a Daniel Holgado. Poco prima del Gran Premio delle Americhe il pilota è costretto a un intervento d'urgenza all'appendice. Dopo aver saltato solo due Gran Premi rientra nel mondiale e, in occasione del Gran Premio d'Aragona, conquista la sua prima vittoria iridata per poi concludere il campionato in settima posizione.

## Risultati nel motomondiale
| 2021 | Classe | Moto  |  |  |  |  |  |  |  |  |  |  |  |  |  |  |  |  |  |     |  |  |  |  | Punti | Pos. |
| ---- | ------ | ----- |  |  |  |  |  |  |  |  |  |  |  |  |  |  |  |  |  | --- |  |  |  |  | ----- | ---- |
| 2021 | Moto3  | Honda |  |  |  |  |  |  |  |  |  |  |  |  |  |  |  |  |  | Rit |  |  |  |  | 0     |      |

| 2022 | Classe | Moto  |  |  |  |  |  |  |    |  |  |  |  |  |  |  |  |  |  |  |  |  |  |  | Punti | Pos. |
| ---- | ------ | ----- |  |  |  |  |  |  | -- |  |  |  |  |  |  |  |  |  |  |  |  |  |  |  | ----- | ---- |
| 2022 | Moto3  | Honda |  |  |  |  |  |  | 21 |  |  |  |  |  |  |  |  |  |  |  |  |  |  |  | 0     |      |

| 2023 | Classe | Moto |   |    |    |   |   |    |    |   |   |    |   |   |    |    |   |    |    |     |    |   |  |  | Punti | Pos. |
| ---- | ------ | ---- | - | -- | -- | - | - | -- | -- | - | - | -- | - | - | -- | -- | - | -- | -- | --- | -- | - |  |  | ----- | ---- |
| 2023 | Moto3  | KTM  | 4 | 23 | 10 | 5 | 9 | 14 | 13 | 6 | 8 | 11 | 3 | 9 | 10 | 10 | 5 | 18 | 16 | Rit | 16 | 6 |  |  | 121   | 9º   |

| 2024 | Classe | Moto |     |   |    |     |   |   |    |   |     |   |   |   |     |    |    |   |   |    |   |   |  |  | Punti | Pos. |
| ---- | ------ | ---- | --- | - | -- | --- | - | - | -- | - | --- | - | - | - | --- | -- | -- | - | - | -- | - | - |  |  | ----- | ---- |
| 2024 | Moto3  | KTM  | Rit | 2 | NP | Inf | 8 | 3 | 15 | 4 | Rit | 9 | 7 | 1 | Rit | 10 | 11 | 5 | 9 | 16 | 3 | 4 |  |  | 157   | 7º   |

| 2025 | Classe | Moto |   |   |   |     |   |   |   |   |   |   |   |   |   |  |  |  |  |  |  |  |  |  | Punti | Pos. |
| ---- | ------ | ---- | - | - | - | --- | - | - | - | - | - | - | - | - | - |  |  |  |  |  |  |  |  |  | ----- | ---- |
| 2025 | Moto3  | KTM  | 1 | 3 | 1 | Rit | 1 | 1 | 1 | 8 | 4 | 1 | 3 | 1 | 5 |  |  |  |  |  |  |  |  |  | 239   |      |

| Legenda | 1º posto        | 2º posto            | 3º posto            | A punti      | Senza punti        | Grassetto – Pole position Corsivo – Giro più veloce |
| Legenda | Gara non valida | Non qual./Non part. | Ritirato/Non class. | Squalificato | '-' Dato non disp. | Grassetto – Pole position Corsivo – Giro più veloce |